# Maximilian Toepler
Maximilian August Toepler  (* 25. Juni 1870 in Graz; † 14. März 1960 in Langebrück/Sachsen) war ein deutscher Professor für Hochspannungstechnik.

## Leben
Sein Vater August Toepler war Professor der Physik in Graz und ab 1876 in Dresden. 
Maximilian studierte in Leipzig Meteorologie und Elektrotechnik, wobei ihn, ähnlich wie seinen Vater, die Physik der Gewitter und der Hochspannungsentladungen besonders interessierten. 1898 entdeckte er die geschichteten Entladungsformen in Luft, die sog. Büschelbogen.
1900 habilitierte er an der TH Dresden mit einer Arbeit über die Existenzbereiche der verschiedenen Entladungsformen in Luft: "Über die Abhängigkeit des Charakters elektrischer Dauerentladung in atmosphärischer Luft von der dem Entladungsräume continuierlich zugeführten Elektricitätsmenge, nebst einem Anhange zur Kenntnis der Kugelblitze".
1906 stellte er empirisch das Toeplersche Funkengesetz für die Berechnung der Einsatzspannung von Entladungen auf. Um 1909 arbeitete er mit Carl Müller zusammen. 
1910 wurde er Professor für theoretische Physik. Er beteiligte sich maßgeblich an den Arbeiten zur Normung der Messfunkenstrecken, er berechnete den Frontanstieg von Stoßspannungswellen und machte Vorschläge für Isolationsanordnungen für Stoßspannungsprüfungen. Daneben war er Berater der Porzellanfabrik Hermsdorf-Schomburg-Isolatoren GmbH (Hescho) in Hermsdorf (Thüringen). 
Im November 1933 unterzeichnete er das Bekenntnis der deutschen Professoren zu Adolf Hitler. 
Nach seiner Emeritierung im Jahr 1935 blieb er weiter tätig und stellte unter anderem fest, dass die Überschlagspannung durch Belichtung der Funkenstrecke gesenkt werden kann. Als nach dem Zweiten Weltkrieg Lehrkräftemangel herrschte, übernahm er noch bis 1951 einen Lehrauftrag an der TH Dresden.

## Veröffentlichungen
- Geschichtete Dauerentladung in freier Luft (Büschellichtbogen und Righische Kugelfunken); In  Abhdlgn. der naturw. Ges. Isis Dresden, S. 1–26, 596–601 1898
- Über die Abhängigkeit des Charakters elektrischer Dauerentladung in atmosphärischer Luft von der dem Entladungsraume continuirlich zugeführten Elektricitätsmenge, nebst einem Anhange zur Kenntnis der Kugelblitze;  Annalen der Physik, Bd. 307, S. 560–635, 1900
- Verhalten des Büschellichtbogens im Magnetfelde;  Annalen der Physik, Bd. 305, S. 680–684, 1899
- Über den inneren Aufbau von Gleitbüscheln und die Gesetze ihrer Leuchtfäden, Annalen der Physik, Bd. 358, S. 217–234, 1917
- Bestimmung der Volumänderung beim Schmelzen für eine Anzahl von Elementen; Annalen der Physik, Bd. 289, S. 343–378, 1894
- Über Funkenspannungen; Annalen der Physik, Bd. 324,  S. 191–209, 1906
- Zur Kenntnis der Funkenschallwellen elektrischer Oszillationen; Annalen der Physik; Bd. 332, S. 1051–1058, 1908
- Gleitfunken auf sehr dünnen (Glimmer-)Platten, Annalen der Physik, Bd. 328, S. 867–874, 1907